# جورج إزرائيل
جورج إزرائيل (بالإنجليزية: George Israel)‏ هو سياسي أمريكي، ولد في 1949 في الولايات المتحدة. حزبياً، نشط في الحزب الجمهوري.